# 博恩代
博恩代是剛果民主共和國的城鎮，也是楚阿帕省的首府，位於該國西部姆班達卡以東，市內有港口和機場設施，主要經濟活動有漁業、農業、畜牧業，2009年人口36,158。